# Hamilton (Massachusetts)
Hamilton es un pueblo ubicado en el condado de Essex en el estado estadounidense de Massachusetts. En el Censo de 2010 tenía una población de 7.764 habitantes y una densidad poblacional de 201,01 personas por km².

## Geografía
Hamilton se encuentra ubicado en las coordenadas 42°37′34″N 70°51′26″O / 42.62611, -70.85722. Según la Oficina del Censo de los Estados Unidos, Hamilton tiene una superficie total de 38.62 km², de la cual 36.74 km² corresponden a tierra firme y (4.89%) 1.89 km² es agua.

## Demografía
Según el censo de 2010, había 7.764 personas residiendo en Hamilton. La densidad de población era de 201,01 hab./km². De los 7.764 habitantes, Hamilton estaba compuesto por el 92.41% blancos, el 0.59% eran afroamericanos, el 0.18% eran amerindios, el 5.45% eran asiáticos, el 0% eran isleños del Pacífico, el 0.28% eran de otras razas y el 1.08% pertenecían a dos o más razas. Del total de la población el 1.56% eran hispanos o latinos de cualquier raza.